# Santalla de Rey
Santalla de Rey (en gallego y oficialmente Santalla de Rei) es una parroquia y una aldea española del municipio de Puebla del Brollón, en la provincia de Lugo, Galicia.

## Otras denominaciones
Aparece en otras fuentes con denominaciones como Rey, Santa Eulalia de Rei y Santabaia de Rei.

## Geografía
La parroquia se encuentra en un pequeño valle por el que transcurre el río Cabe, en el cuadrante noroeste del municipio de Puebla del Brollón. Está situada a 6 km de Puebla del Brollón y a 57 km de Lugo. Limita con las parroquias de Veiga al norte, Castrosante al este, Eixón al sur y Pino al oeste. 
| Noroeste: Pino  | Norte: Veiga | Noreste: Veiga       |
| Oeste: Pino     |              | Este: Castrosante    |
| Suroeste: Eixón | Sur: Eixón   | Sureste: Castrosante |

El único río que transcurre por la parroquia es el Cabe, que la cruza de norte a sur. La mayor parte de las casas y la iglesia se encuentran en el margen derecho del mismo, siendo el barrio de A Ponte el único situado en el margen izquierdo. Un único puente cruza el río y comunica las dos riberas. En el lugar de Reguengo se encuentra el molino de Folla. Aguas abajo del mismo desemboca en el Cabe un pequeño arroyo, el río Seco.

## Comunicaciones
La principal vía de acceso a la parroquia es la carretera provincial LU-P-4703. Hacia el oeste conecta con Pino y la carretera LU-652 y, al este, con Veiga y la carretera LU-653, que llega a la capitalidad municipal. También hay una pista municipal que une Santalla con Cortiñas, Ponte y Pacios de Veiga, al norte.

## Historia
Hay indicios que apuntan a que en el lugar donde se encuentra la parroquia se hallaba la antigua villa, origen del municipio de Puebla del Brollón. Esta villa fue quemada y destruida por motivos desconocidos, probablemente enmarcados en luchas por la sucesión al trono de Castilla en la Edad Media, y trasladada al emplazamiento actual de la villa de Puebla del Brollón.
La parroquia fue durante muchos siglos el arciprestazgo de varias parroquias de los municipios de Bóveda y Puebla del Brollón. Hay constancia de su existencia desde 1645. Actualmente forma un único arciprestazgo con el de Incio.
Según aparece en un diccionario de 1850, el lugar de Pacios de Veiga, que actualmente pertenece a la parroquia de Ferreirúa, pertenecía a Santalla de Rey, así como sus dos sierras: la de Pacios y la de Portocabe.

## Toponimia
Santalla es una variante de Santa Baia, evolución del nombre culto Eulalia en gallego. La parroquia figura en los documentos antiguos como Santalla de Mouro Queimado (Santa Eulalia del Moro Quemado), o Santalla do Rei Queimado (Santa Eulalia del Rey Quemado) que dicen los del lugar, según una leyenda local que trata como la Condesa de Lemos al percatarse de que su marido ha dejado embarazada a una aldeana, ordena quemar la casa el día del parto resultando todos muertos, a excepción del neonato que sobrevive milagrosamente.

## Organización territorial
La parroquia está formada por dos entidades de población, no constando ninguna de ellas en el nomenclátor del Instituto Nacional de Estadística español. Los datos demográficos de las dos entidades de población que constan en el Decreto se dan en el INE español y en el IGE gallego bajo la denominación conjunta de Santalla de Rei:
- Santalla de Rei
  - Reguengo (O Reguengo)
  - Ribeira (A Ribeira)

## Demografía
Gráfica demográfica de la aldea de Santalla de Rei y de la parroquia de Santalla de Rey según el INE español:
| Gráfica de evolución demográfica de Santalla de Rey entre 2000 y 2020 |
|                                                                       |
| Datos según el nomenclátor publicado por el INE.                      |

## Patrimonio
- Iglesia parroquial bajo la advocación de Santa Eulalia. Está situada en Ribeira y rodeada por el cementerio parroquial. Está formada por una nave principal rectangular con tejado de pizarra a dos aguas y campanario con veleta y dos campanas. La sacristía está adosada al presbiterio. En su interior posee un retablo de 1697 y varias imágenes, como las de Santa Lucía, la Virgen del Rosario, San Antonio y el Apóstol Santiago. En 2003 fue restaurada interior y exteriormente.
- Molino de Folla, de propiedad privada, está situado en Reguengo, en el margen derecho del río Cabe, y se encuentra fuera de uso.

## Festividades

### Santa Lucía
Las fiestas parroquiales se celebran el penúltimo fin de semana de agosto en honor a Santa Lucía, patrona de la parroquia. Las fiestas empiezan el viernes por la tarde y finalizan el domingo. Destacan los actos religiosos, con misa y procesión tanto el sábado como el domingo.
La romería se celebraba antiguamente el 26 de septiembre y seguía el 27. Los vecinos de la comarca acudían a comer al campo de la fiesta de merienda. También era tradicional una actuación de títeres llamados Os Barrigaverdes. En los años 70 se cambió la fiesta a agosto, por ser un mes con menos precipitaciones en la zona. La fiesta de la Santa Lucía era una de las romerías más destacadas de la Tierra de Lemos.

### Carnaval
Santalla participó en varias ocasiones en el concurso de comparsas de Monforte de Lemos, ganándolo en varias ocasiones, como en 2004 con un avión gigante, y en 2005 con la comparsa Adán y Eva.